# Marcus Kretschmann

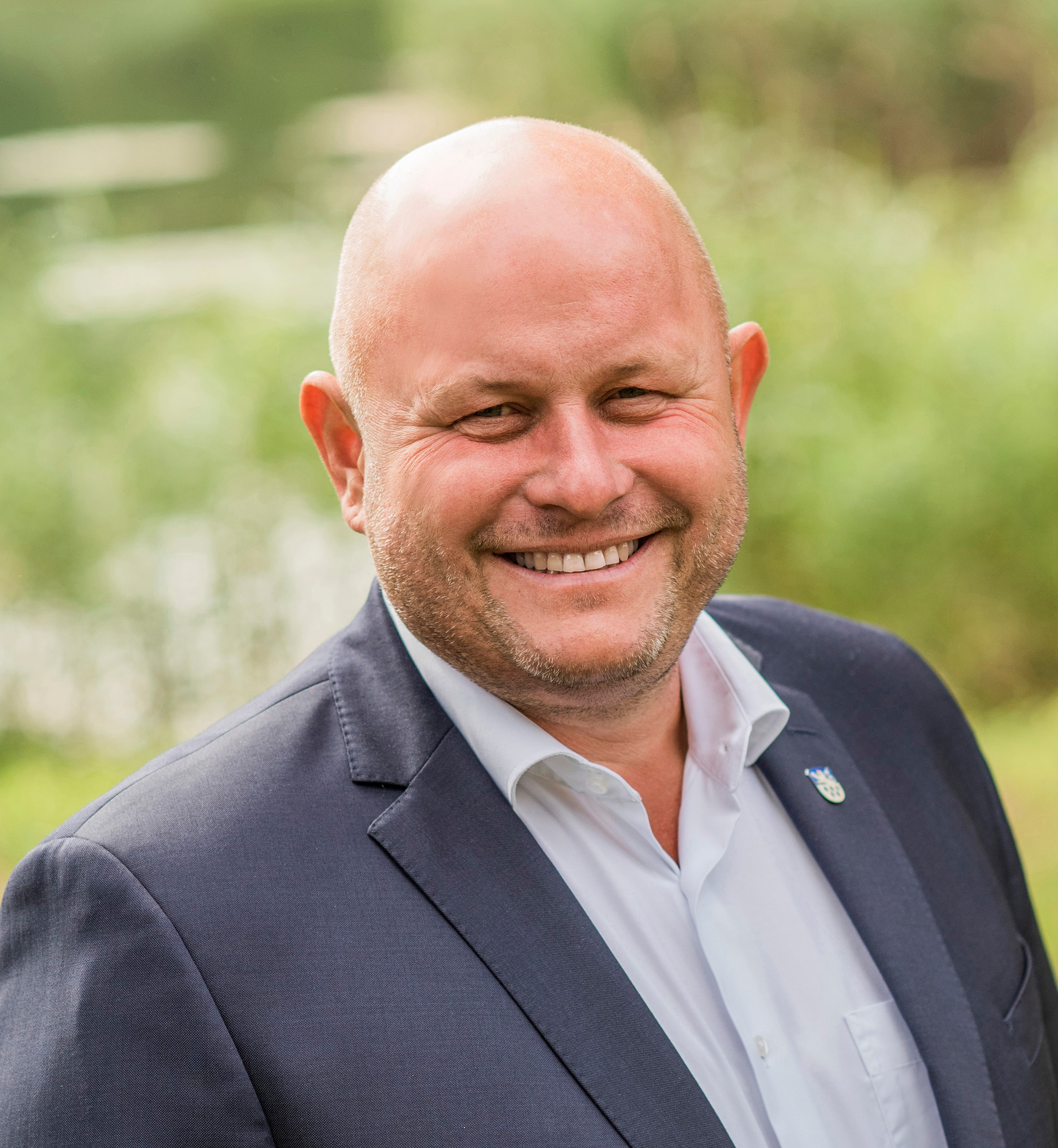
Portraet Marcus Kretschmann

Marcus Kretschmann (* 1971 in Darmstadt) ist deutscher Politiker (CDU) und seit April 2017 Bürgermeister von Riedstadt.

## Leben
Kretschmann ist Diplom-Verwaltungswirt. Er war bei der hessischen Polizei in verschiedenen Funktionen tätig. Zuletzt war er Dienstgruppenleiter, Zugführer und Ausbilder sowie Lehrbeauftragter für Praxisthemen an der Hessischen Hochschule für Polizei und Verwaltung in Wiesbaden. 2013 beendete er den Polizeidienst und wurde Leiter des Ordnungsamtes in der Stadtverwaltung Gernsheim.
Kretschmann ist verheiratet und hat zwei Söhne.

## Bürgermeister von Riedstadt
Bei der Bürgermeisterwahl in Riedstadt 2016 erzielte er am 6. November mit 43,8 % den ersten Platz und setzte sich bei der Stichwahl am 27. November mit 62,3 % gegen den Gegenkandidaten der SPD durch. Er löste den bisherigen Bürgermeister Werner Amend am 4. April 2017 ab. Er ist der erste CDU-Bürgermeister des Ortes seit mehr als 40 Jahren. Am 6. November 2022 wurde Kretschmann mit 50,8 % der Stimmen im ersten Wahlgang wiedergewählt.

## Bundestagskandidatur
Am 29. November 2024 hat der CDU-Kreisvorstand Groß-Gerau, am 18. Dezember die Wahlkreisdelegiertenversammlung der CDU im Bundestagswahlkreis Groß-Gerau Kretschmann als Kandidaten für die Bundestagswahl 2025 nominiert.
Obwohl er mit 30,4 Prozent der Erststimmen den Wahlkreis gewann, konnte er kein Bundestagsmandat gewinnen, weil die Zweitstimmendeckung fehlte.